# Caltha natans
Caltha natans är en ranunkelväxtart som beskrevs av Pall.. Caltha natans ingår i släktet kabblekor, och familjen ranunkelväxter. Inga underarter finns listade i Catalogue of Life.

## Bildgalleri

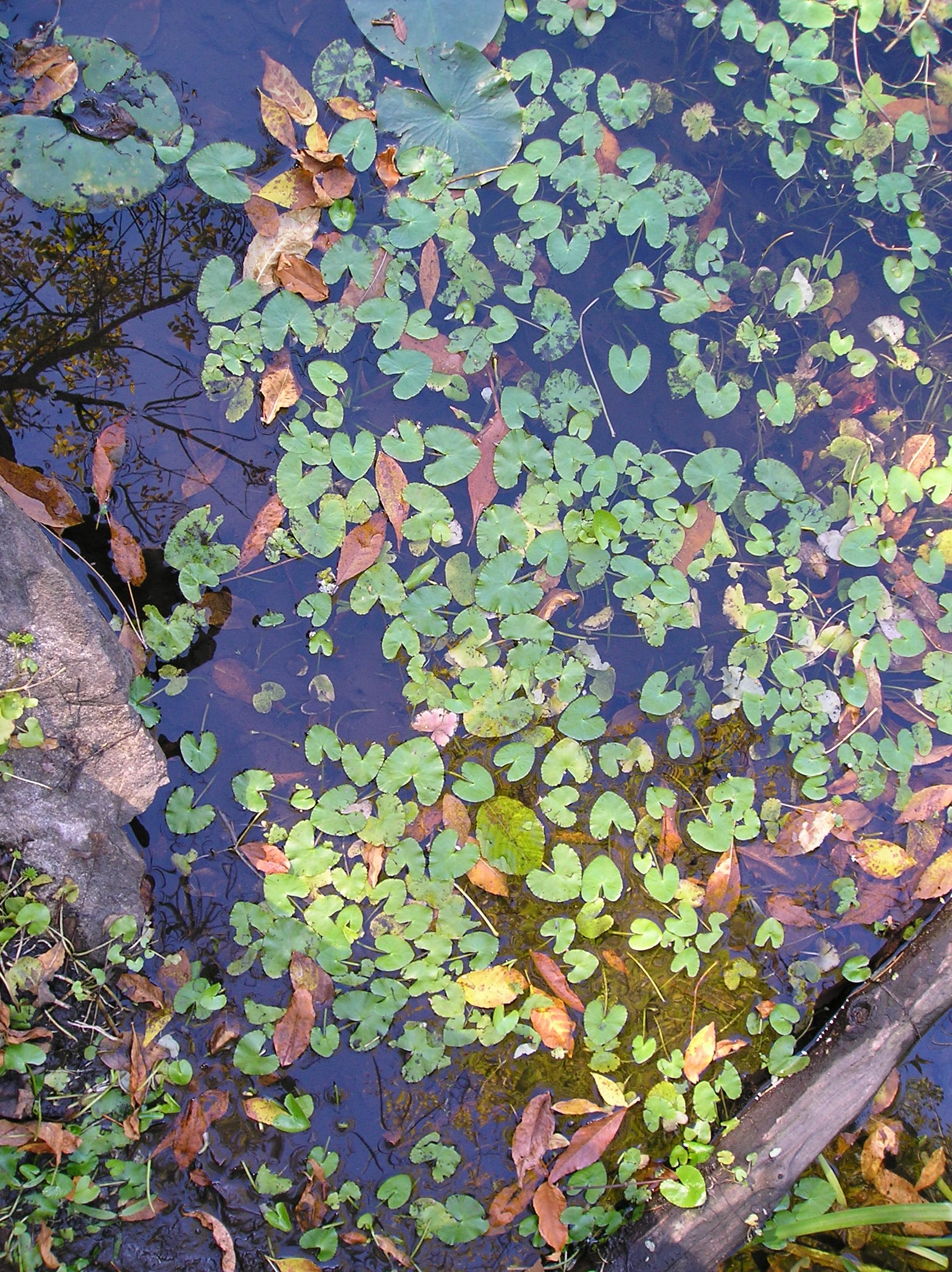
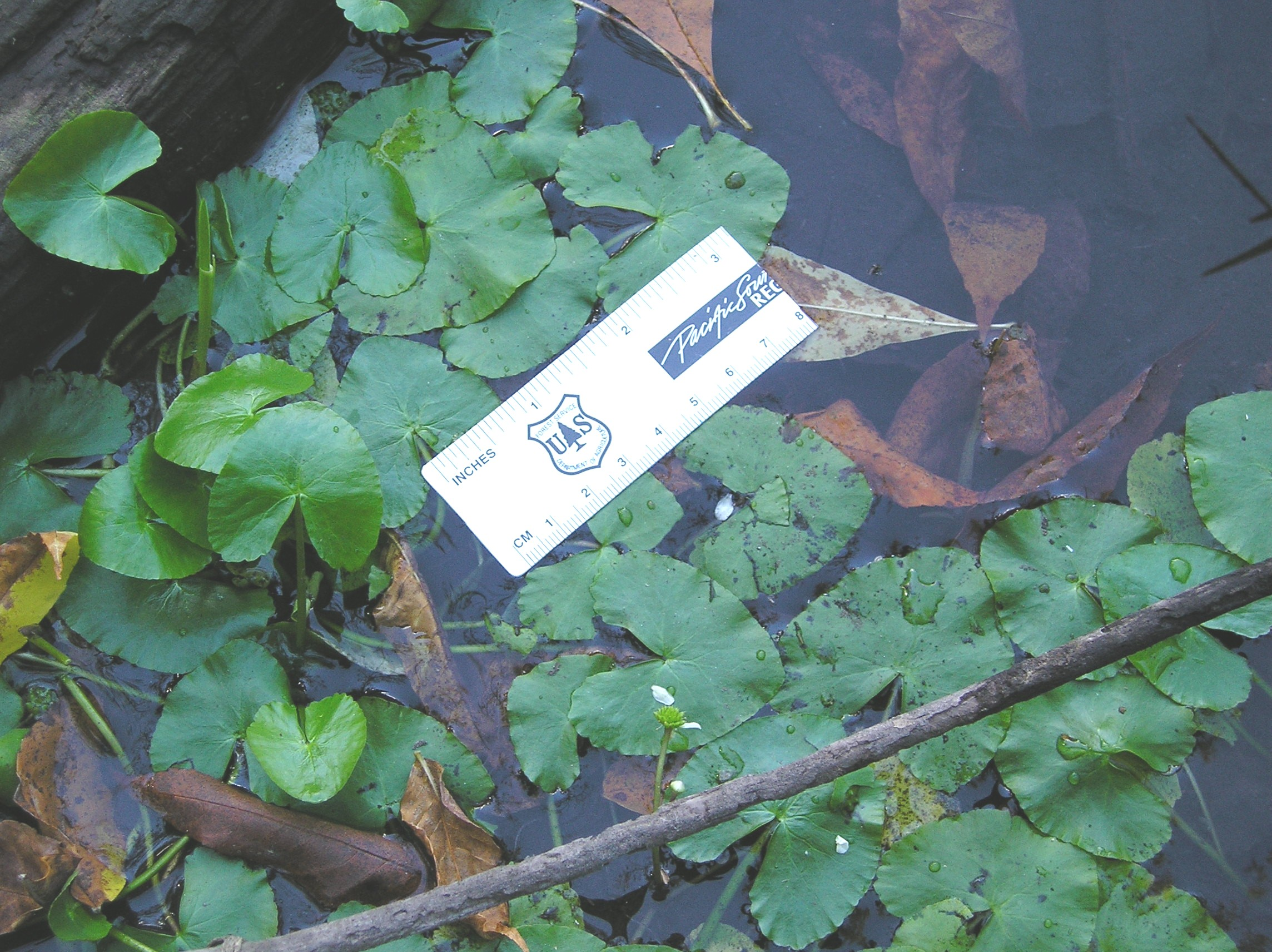
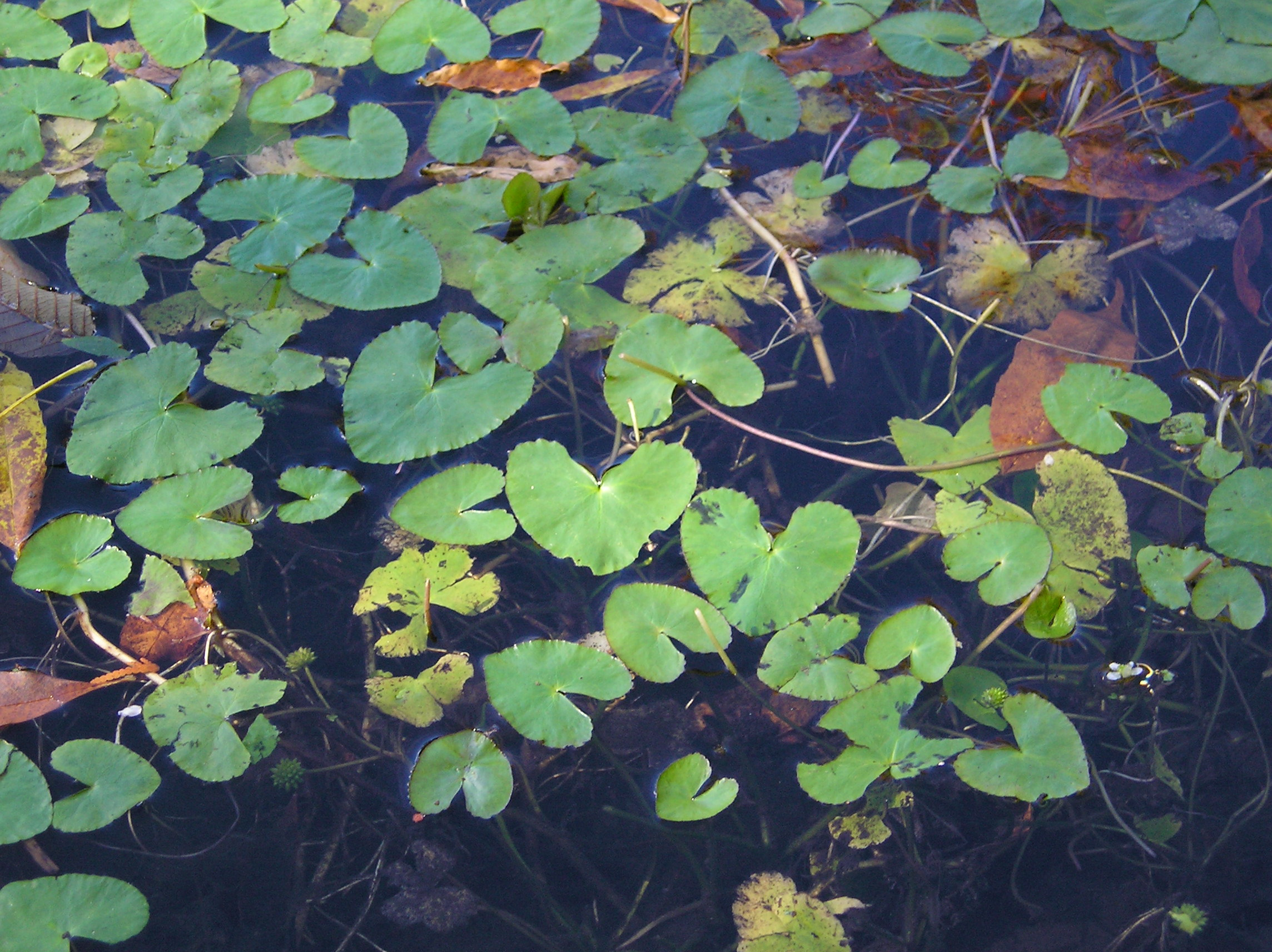
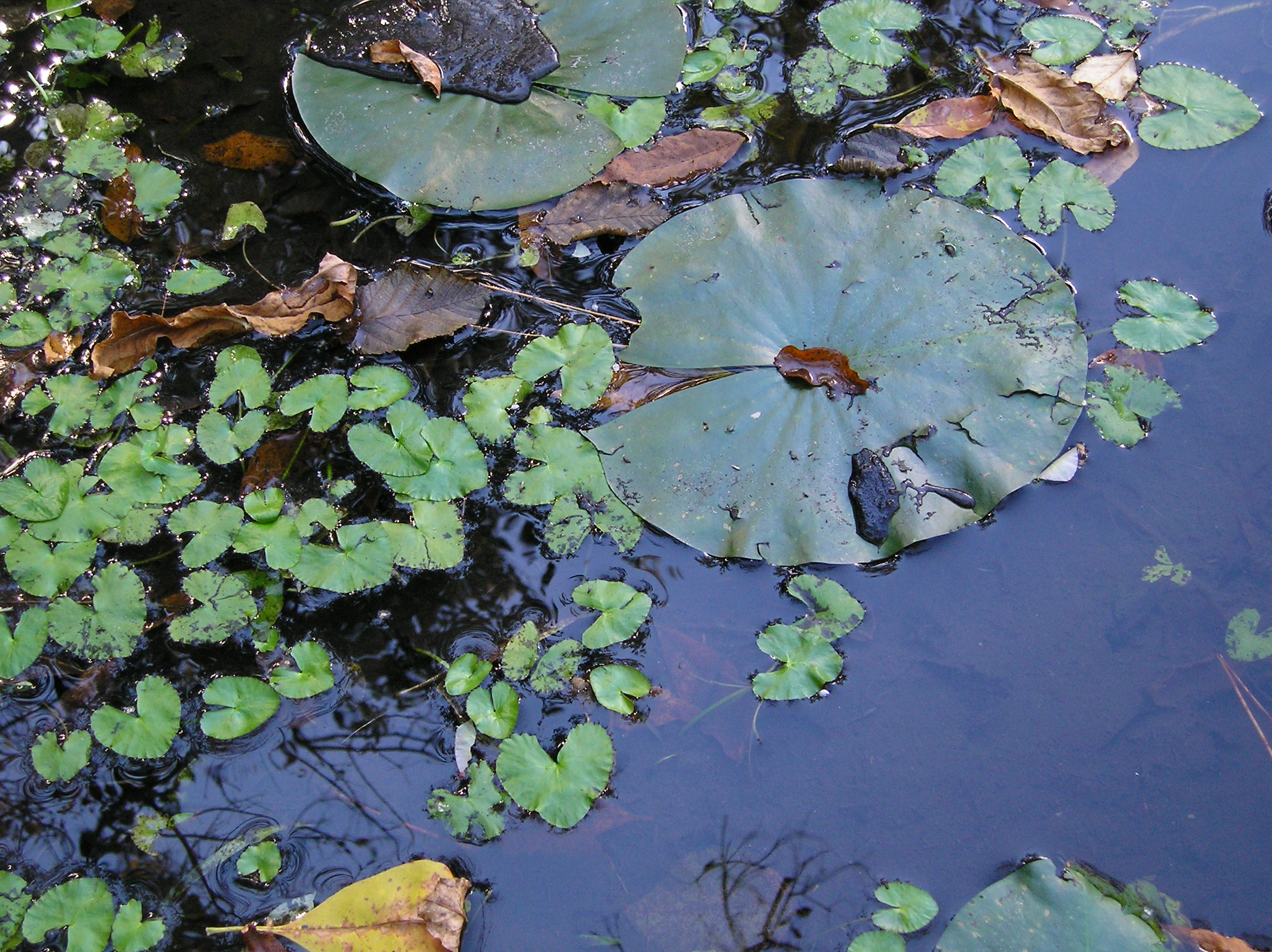
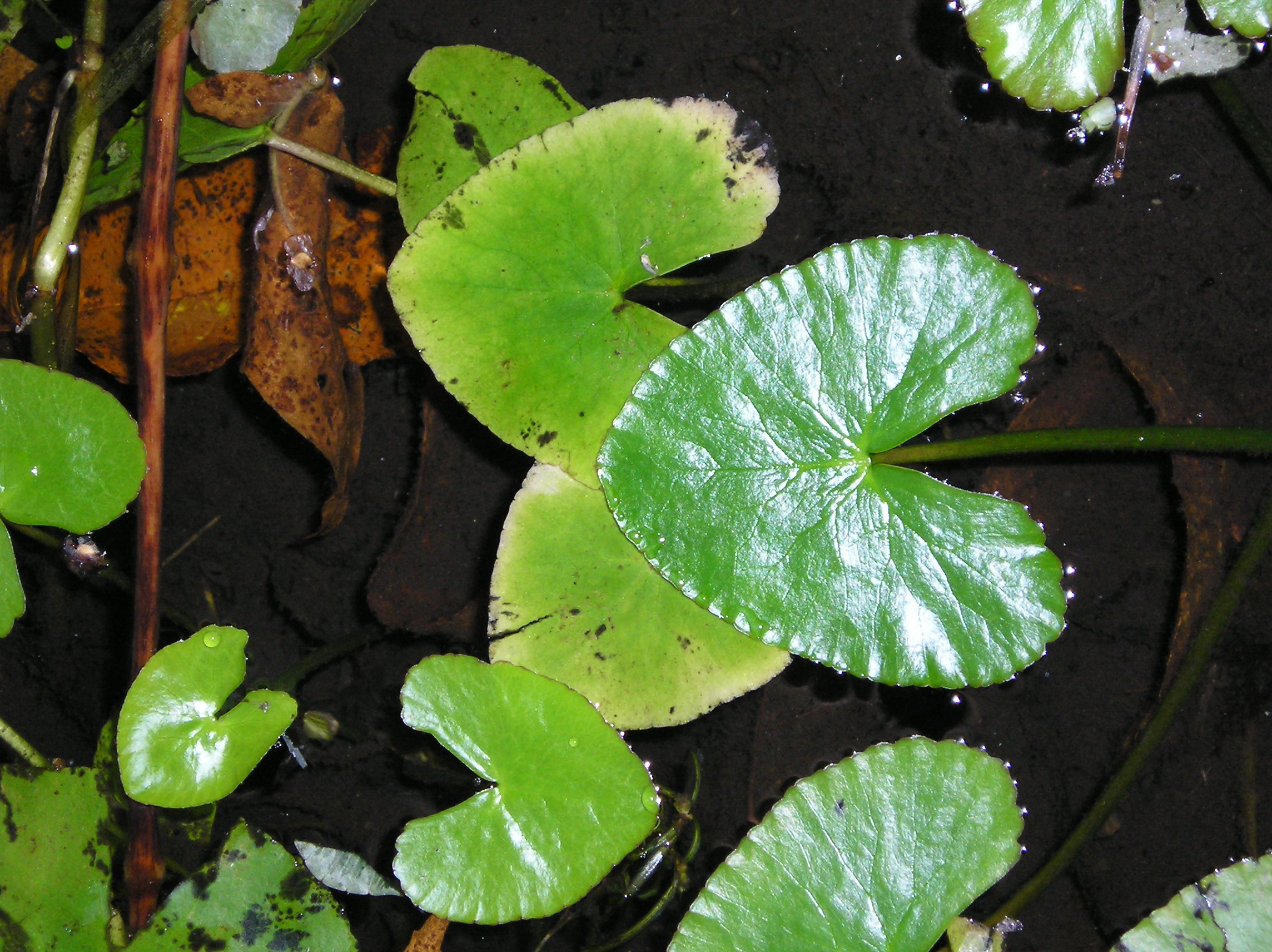
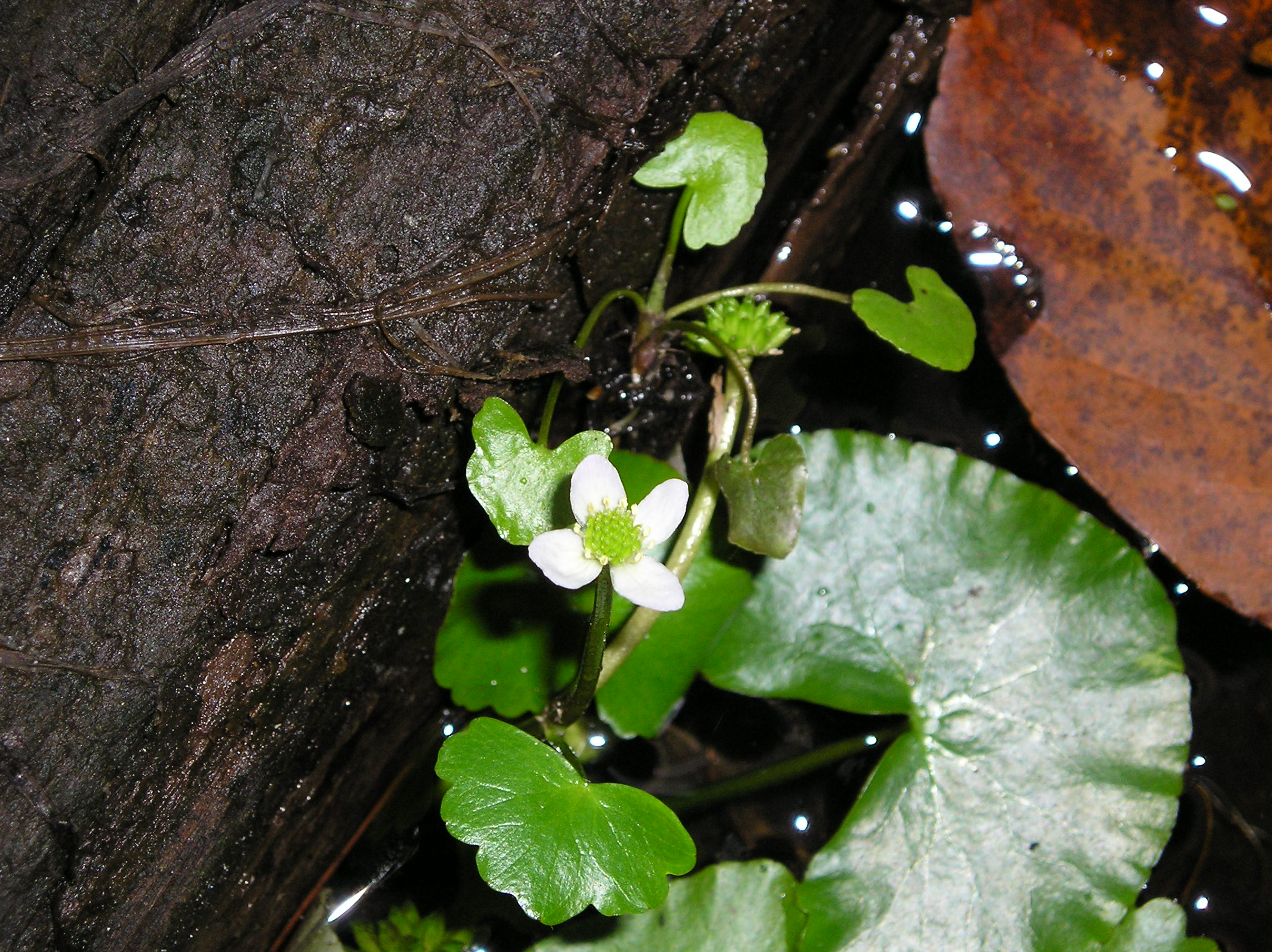